# Bardsragujn chumb 2003
Il Bardsragujn chumb 2003 è stato la 12ª edizione del campionato di calcio armeno, disputato tra il 12 aprile e il 22 novembre 2003 e concluso con la vittoria del Pyunik FC al suo sesto titolo, terzo consecutivo.
Capocannoniere del torneo fu Ara Hakobyan (Banants) con 45 reti.

## Formula
Lo Zvartnots-AAL FC e la neopromossa Armavir non pagarono la tassa d'iscrizione e vennero escluse del campionato. Il Banants Kotaik e lo Spartak Erevan si fusero riducendo ulteriormente a 9 il numero delle squadre e la federazione decise di promuovere l'Araks Ararat.
In occasione di un incontro della nazionale in Israele nel febbraio 2003 l'Ararat non mise a disposizione i propri giocatori e venne escluso così come il Lernayin Artsakh che condivideva il medesimo sponsor.
Le 8 squadre rimanenti si affrontarono in un doppio turno di andata e ritorno per un totale di 28 partite con l'ultima in classifica retrocessa in Aradżin Chumb.
La squadra campione si qualificò alla UEFA Champions League 2004-2005, la seconda classificata alla Coppa UEFA 2004-2005.

## Squadre partecipanti
| Club                | Città    | Stadio | Posizione 2002     |
| ------------------- | -------- | ------ | ------------------ |
| Širak               | Gyumri   |        | 2°                 |
| Banants             | Erevan   |        | 3°                 |
| Araks Ararat        | Ararat   |        | Aradżin Chumb      |
| Lernagorts Kapan    | Kapan    |        | 8°                 |
| Mika Ashtarak       | Ashtarak |        | 6°                 |
| Dinamo-2000 Yerevan | Erevan   |        | 10°                |
| P'yownik            | Erevan   |        | Campione d'Armenia |
| Kotayk'             | Abovyan  |        | 11°                |

## Classifica finale
|                    | Pos. | Squadra             | Pt | G  | V  | N | P  | GF | GS | DR  |
| ------------------ | ---- | ------------------- | -- | -- | -- | - | -- | -- | -- | --- |
| Armenia (bandiera) | 1.   | P'yownik            | 74 | 28 | 23 | 5 | 0  | 87 | 11 | +76 |
|                    | 2.   | Banants             | 66 | 28 | 21 | 3 | 4  | 89 | 15 | +74 |
|                    | 3.   | Širak               | 53 | 28 | 17 | 2 | 9  | 63 | 34 | +29 |
|                    | 4.   | Mika Ashtarak       | 51 | 28 | 15 | 6 | 7  | 49 | 29 | +20 |
|                    | 5.   | Kotayk'             | 31 | 28 | 8  | 7 | 13 | 29 | 56 | -27 |
|                    | 6.   | Dinamo-2000 Yerevan | 19 | 28 | 5  | 4 | 19 | 18 | 69 | -51 |
|                    | 7.   | Lernagorts Kapan    | 15 | 28 | 3  | 6 | 19 | 20 | 72 | -52 |
|                    | 8.   | Araks Ararat        | 9  | 28 | 2  | 3 | 23 | 17 | 86 | -69 |

Legenda:

      Campione di Armenia e ammessa alla Champions League
      Ammessa alla Coppa UEFA
      Retrocessa in Aradżin Chumb
Note:

Tre punti a vittoria, uno a pareggio, zero a sconfitta.

### Verdetti
- Pyunik FC Campione d'Armenia e ammesso alla UEFA Champions League 2004-2005
- FC Banants ammesso alla Coppa UEFA 2004-2005
- FC Araks Ararat retrocesso in Aradżin Chumb

## Classifica marcatori
| Gol |  |  | Giocatore         | Squadra  |
| --- |  |  | ----------------- | -------- |
| 45  |  |  | Ara Hakobyan      | Banants  |
| 21  |  |  | Aram Hakobyan     | Banants  |
| 15  |  |  | Tigran Davtyan    | Širak    |
| 12  |  |  | Galust Petrosyan  | P'yownik |
| 12  |  |  | Levon Pachajyan   | P'yownik |
| 12  |  |  | Edgar Manucharyan | P'yownik |